# Gustaaf van Denemarken

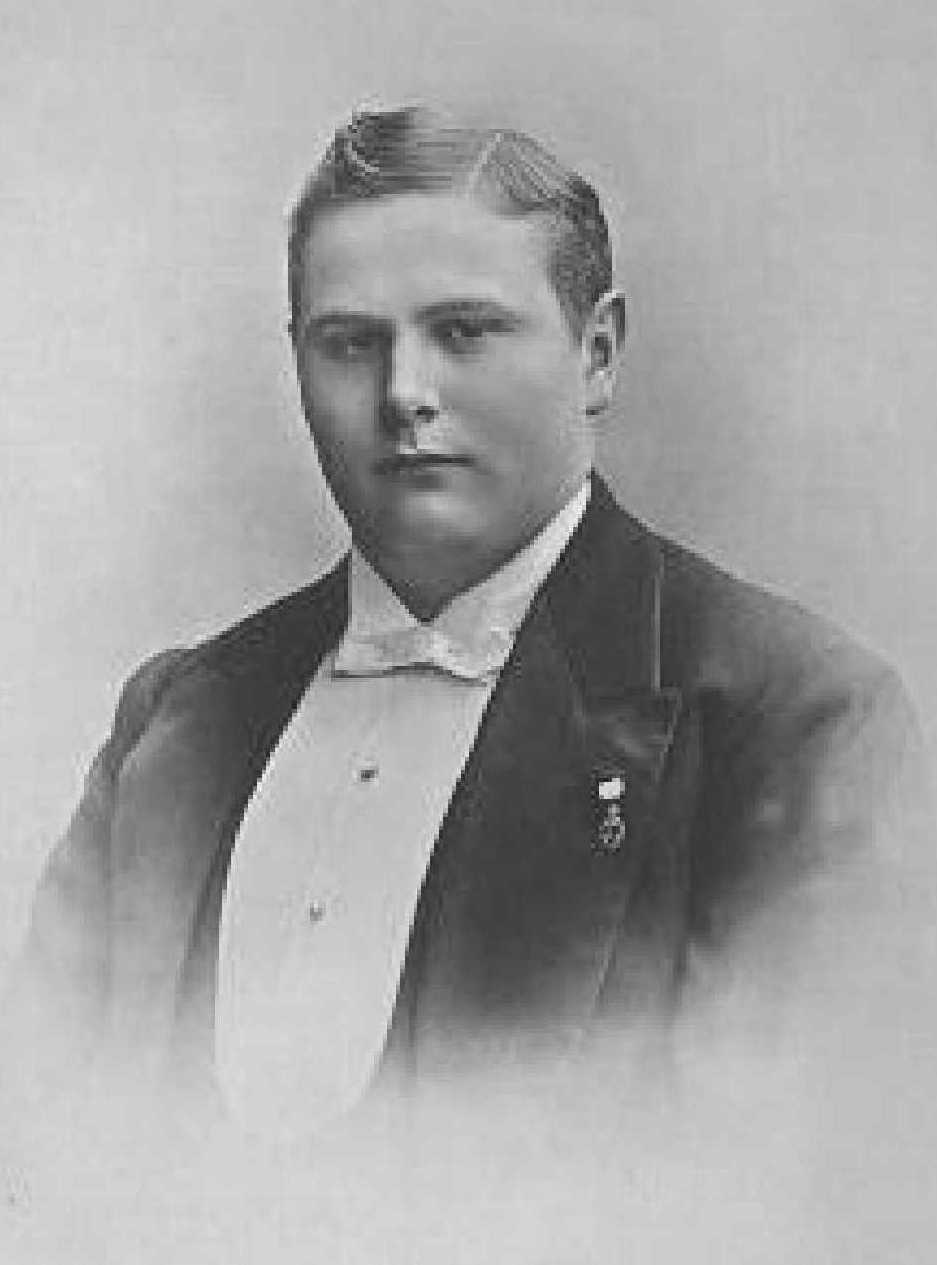
Gustaaf van Denemarken

Christiaan Frederik Willem Waldemar Gustaaf (Charlottenlund, 4 maart 1887 - Egelund, 5 oktober 1944) was een zoon van de Deense koning Frederik VIII en koningin Louise.
Prins Gustaaf werd geboren als de vierde zoon van de Deense koning Frederik VIII en zijn vrouw koningin Louise. Hij was tevens de broer van de eerste Noorse koning Haakon VII. Prins Gustaaf bleef zijn hele leven ongehuwd en kreeg nooit kinderen. Hij leefde het grootste deel van zijn leven vlak bij de koninklijke residentie Amalienborg in een statige woning waarin zijn zus Thyra, die eveneens ongehuwd bleef, ook resideerde.